# Utrecht...The Final Frontier
Utrecht...The Final Frontier – album koncertowy zespołu Pendragon z 1995. Został nagrany w Utrechcie (Holandia).

## Spis utworów
Na albumie znajdują się utwory:
1. Kowtow – 10:02
2. Breaking the Spell – 8:36
3. The Mask – 3:42
4. The Last Man on Earth – 15:06
5. Am I Really Losing You? – 5:04
6. The Voyager – 12:10
7. Nostradamus – 3:40

## Skład zespołu
Twórcami albumu są:
- Nick Barrett – śpiew, gitara
- Clive Nolan – instrumenty klawiszowe
- Peter Gee – gitara basowa, gitara
- Fudge Smith – instrumenty perkusyjne